# Kronum
Kronum ist eine Ballsportart aus den USA, die um 2008 entwickelt wurde. 
Kronum wurde in den USA von Bill Gibson erfunden und ist ein Mix aus diversen Mannschaftsballsportarten. Vor allem Techniken aus Fußball, Handball und Basketball sind dabei gefordert.
Derzeit gibt es lediglich in der Geburtsstätte dieser Sportart, in Philadelphia, Pennsylvania, eine professionelle Liga, wobei auch im Rest der Vereinigten Staaten Hobby-Ligen existieren.

## Regeln

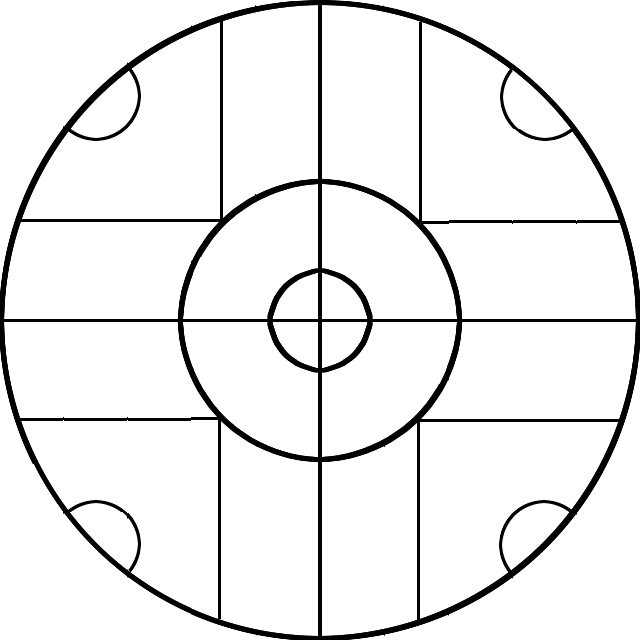
Spielfeld

Kronum wird in zwei Teams mit jeweils 10 Spielern gespielt. Vier davon sind Torhüter während der Defensiv-Phasen. Während der Offensiv-Phasen sind sie wie ihre Mitspieler Feldspieler. 
Das Spiel dauert 60 Minuten, eingeteilt in drei Drittel. Ziel des Spiels ist es, mehr Punkte zu erzielen als der Gegner. Die Anzahl der Punkte unterscheidet sich davon, von wo der erfolgreiche Schuss/Wurf etc. ausgeht (wie im Basketball). Die Kronum-Tore haben oben 5 Ringe, die einen Durchmesser von 50 Zentimetern haben. Wenn ein Spieler durch einen der Ringe trifft, verdoppelt sich die Anzahl der Punkte. Das Spielfeld ist kreisförmig mit einem Ring in der Mitte. Außerdem gibt es vier Tore (sogenannte Chamber).
Die äußerste Zone ist die Cross Zone. Wenn man von hier aus trifft, bekommt man 4 Punkte, trifft man durch den Ring, erhält man sogar 8 Punkte(dies wird als Kronum bezeichnet). Die nächste Zone ist die Flex Zone. Wenn man von dort trifft, bekommt man 3 Punkte (6 durch einen der Ringe). In der dem Tor zweitnächsten Zone (Wedge Zone) darf man, entgegen dem restlichen Feld, den Ball nicht mit der Hand spielen. Wenn man aus der Wedge Zone trifft, bekommt man 2 Punkte (4 durch Ring). In der dem Tor nächsten Zone (Goal Zone), bekommt man für einen erzielten Treffer einen Punkt (2 durch Ring).
Beide Teams spielen abwechselnd in Defensiv- bzw. Offensivphasen. Die Spieleröffnung nach einem erzielten Punkt erfolgt durch das Zurückwerfen des Balles in den Ring.